# Villeneuve-sur-Conie
Villeneuve-sur-Conie település Franciaországban, Loiret megyében. Lakosainak száma 192 fő (2022. január 1.). Villeneuve-sur-Conie Guillonville, Péronville, La Chapelle-Onzerain, Patay, Saint-Péravy-la-Colombe és Tournoisis községekkel határos.

## Népesség
A település népessége az elmúlt években az alábbi módon változott:
| Lakosok száma | 194  | 174  | 224  | 210  | 209  | 211  | 206  | 200  | 197  | 192  |
|               | 1968 | 1982 | 1990 | 2006 | 2013 | 2015 | 2017 | 2019 | 2020 | 2022 |